# Koprišnica-waterval
De Koprišnicawaterval is gelegen nabij het onbewoonde dorpje Koprišnica in de gemeente Demir Kapija in Noord-Macedonië. De waterval wordt gevormd uit het water van de rivier de Doznica. Meer watervallen kun je hoger in de bergen vinden rond het dorpje Demir Kapija. De waterval staat bekend om zijn hoge kwikgehalte. 